# Clara Zetkin
Clara Zetkin (rođena kao Clara Eissner; Wiederau, 5. srpnja 1857. – Arhangeljskoe kraj Moskve, 20. lipnja 1933.) bila je njemačka marksistička teoretičarka, novinarka, političarka, feministica, revolucionarka i članica međunarodnoga radničkog pokreta.

## Životopis
Clara Zetkin je bila kćerka je seoskog učitelja i majke domaćice. Odrastajući na selu Wiederau u Saksoniji, u roditeljskom domu, kojem su se njegovale kršćanske i humanističke ideje, od malena se suočavala s realnim uslovima života, koji su bili ispod granice prihvatljivog. To je međutim nije sprečilo da se školuje za učiteljicu u klasi Auguste Schmidt, borkinje za prava žena.  
Školujući se za nastavnicu, Clara Zetkin se povezala sa ženskim i radničkim pokretom u Njemačkoj od 1874. godine. A 1878. godine je postala članica Socijalističke radničke stranke (SAP). Ova stranka je osnovana 1875. godine spajanjem dvaju prethodnih stranaka: Opće njemačke radničke asocijacije (ADAV), koju je osnovao Ferdinand Lasal i Socijaldemokratske radničke stranke (SDAP) Augusta Bebela i Vilhelma Libknehta. Godine 1890. njeno ime je promijenjeno u današnje - Socijaldemokratska stranka Njemačke (SPD).
Nakon rane smrti svog životnog partnera Zetkina 1890. godine, bez ikakvih sredstava za život preselila je iz Pariza u Stuttgart. Tamo se zaposlila kao urednica proleterskog ženskog časopisa "Jednakost" i udala za slikara Georga Friedricha Zundela.
Zbog zabrane socijalističkih aktivnosti koju je u Nemačkoj uveo Bismarck, 1878, Clara Zetkin je prešla u Zürich, 1882. godine, a zatim je otišla u izgnanstvo u Pariz. Tokom boravka u Parizu igrala je važnu ulogu u osnivanju Socijalističke internacionale kao izaslanica njemačkih socijaldemokrata. Tamo je održala govor kojim je postavila temelje proleterskog ženskog pokreta. U govoru je, među ostalim rekla: 
Zetkin je u Parizu uzela prezime svog partnera, ruskog revolucionara židovskog podrijetla Ossipa Zetkina, s kojim je imala dva sina. Ona jeste uzela njegovo prezime, ali se nikada nije udala za njega, kako ne bi izgubila njemačko državljanstvo. Njihov zajednički život bio je nalik na njeno djetinjstvo. Bili su na rubu egzistencije, preživljavajući uz pomoć prijatelja, angažovanih u istom pokretu. Ona se potom odlučila za novinarstvo i prevoditeljstvo i počela se prilagođivati principima marksizma. 
Njeno najteže doba uslijedilo je kada se Ossip razbolio, a ona morala brinuti za djecu, egzistenciju i njega, koji je bio gotovo nepokretan. Umro je 1889. godine. Kasnije se udala za umjetnika Georga Friedricha Zundela, i tom braku živjela od 1899. do 1928.
Clara Zetkin je u SPD-u s Rosom Luxemburg, bliskom drugaricom i povjerenicom bila jedna od glavnih ličnosti krajnje ljevičarskog krila stranke. U debati o revizionizmu na početku 20. stoljeća s Rosom Luxemburg, držeći se krajnje revolucionarne linije, napada reformističke teze Eduarda Bernsteina.
Claru Zetkin je veoma interesirala ženska politika, uključujući borbu za ravnopravnost i demokracijsko pravo glasa za žene, koje u njeno vrijeme nije postojalo. Razvila je socijaldemokratski ženski pokret u Njemačkoj. Od 1891. do 1917. godine pisala je za SPD-ove ženske novine Die Gleichheit (Jednakost). Godine 1907. postaje liderka novoformiranog "Ženskog ureda" u SPD-u. Na drugoj međunarodnoj konferenciji socijalistkinja u Kopenhagenu 1910., Clara Zetkin predložila je proglašenje jednog dana u godini u čast ženskih prava. Njezina sugestija je prihvaćena i prvi Dan žena obilježen je 19. ožujka 1911. Kasnije je to promijenjeno u 8. ožujka, jer su toga dana 1917. žene u Sovjetskom Savezu dobile pravo glasa. UN je datum prihvatio 1975. i proglasio ga Međunarodnim danom žena.
Tijekom Prvog svjetskog rata, Clara Zetkin je s Karlom Libknehtom, Rosom Luxemburg i drugim uticajnim političarima iz SPD-a odbacila stranačku politiku Burgfrieden (primirje s vladom, obećanje o uzdržavanju od svih štrajkova tokom rata). Uz druge antiratne aktivnosti, Zetkinova je organizirala međunarodnu žensku antiratnu konferenciju u Berlinu 1915. godine. Zbog antiratnih stavova bila je uhićena nekoliko puta tijekom rata.
Godine 1916. Clara Zetkin je bila jedna od suosnivačica Spartakističke lige i Nezavisne socijaldemokratske stranke Njemačke (USPD) koja se 1917. godine otcjepila od svoje matične stranke, SPD-a, zbog neslaganja s njenim proratnim stavovima. Siječnja 1919., nakon Njemačke revolucije studenog prethodne godine, osnovana je Komunistička partija Njemačke (KPD) kojoj Clara Zetkin pristupa. Bila je prva žena koja je ušla u samo vodstvo socijaldemokrata, a na prvoj međunarodnoj socijalističkoj konferenciji žena u Stuttgartu izabrana je za tajnicu. Sprijateljila se s Lenjinom na svom prvom putovanju u Sovjetski Savez. Intervjuisala ga je o "ženskom pitanju", 1920. godine.
Do 1924. godine, Clara Zetkin je bila članica središnjeg ureda KPD-a. Od 1927. do 1929. godine bila je članica partijskog centralnog komiteta. Također je bila članica izvršnog komiteta Kominterne od 1921. do 1933. godine. Godine 1925. izabrana je za predsjednicu njemačke ljevičarske humanitarne organizacije Rote Hilfe (Crvena pomoć). U kolovozu 1932. godine kao predsjedavajuća Reichstaga po starešinstvu pozvala je narod da se bori protiv nacizma.
Clara Zetkin je od 1920. do 1933. godine bila narodna zastupnica u njemačkom Reichstagu, no ona je pretežno živjela u Moskvi gdje je vodila žensko tajništvo Treće internacionale. Oštro i smjelo je kritizirala Staljina, ali ju nikada nije likvidirao. Dana 30. kolovoza 1932. otvorila je sjednicu njemačkog Reichstaga kao najstarija članica parlamenta.
Kada su Adolf Hitler i njegova Nacionalsocijalistička njemačka radnička stranka) (NSDAP) preuzeli vlast, KPD je izbačena iz Reichstaga, nakon paljenje Reichstaga, 1933. godine. Clara Zetkin posljednji put odlazi u izgnanstvo, ovoga puta u Sovjetski Savez. Tamo je preminula 20. lipnja 1933. godine, sa skoro 76 godina. Sahranjena je pod zidinama Kremlja u Moskvi.
Zetkin je u bivšem DDR-u bila nacionalna ikona. Njezin lik krasio je novčanicu od deset maraka. Ali tri desetljeća nakon njemačkog ujedinjenja, u zemlji je gotovo nepoznata. Njezina rodna kuća, nekada Spomen dom Clare Zetkin, danas je jednostavno seoski muzej koji prikazuje seoski život s početka 20. stoljeća, vremena promjena i klasnih sukoba.

## Radovi

### Tekstovi
- Međunarodni radnički festival (1899)
- Svibanjski pozdrav iz Stuttgarta (1900)
- Socijaldemokracija i biračko pravo žena (1906)
- Za pravo glasa odraslih (1909)
- Njemački socijalistički ženski pokret (1909)
- Pozdrav iz inostranstva (1913)
- Nekrolog Augusta Bebela (1913)
- Njemačke žene svojim sestrama u Velikoj Britaniji (1913)
- Dužnost radnica za vrijeme rata (1914)
- Žene Njemačke ženama Velike Britanije (1915)
- Pozdrav Trećoj socijalističkoj internacionali! (1919)
- U obranu Rose Luxemburg (1919)
- Kroz diktaturu do demokracije (1919)
- Stanje u Njemačkoj (1920)
- Lenjin o ženskom pitanju (1920)
- Prvosvibanjska poruka iz Njemačke (1920)
- Bratski pozdrav od Clare Zetkin (1920)
- Borba protiv novih imperijalističkih ratova (1922)
- Ruska revolucija i četvrti kongres Kominterne (1922)
- Od Internacionale riječi do Internacionale djela (?)
- Svjetsko polje djelovanja Kominterne (?)
- Fašizam (1923)
- Reminiscencije na Lenjina (1924)

### Govori
- Samo u spoju s proleterskom ženom socijalizam će pobijediti (1896)
- Clara Zetkin u Moskvi (1920)
- Organiziranje radnica (1924)